# سفاري ليلي
السفاري الليلي هو مصطلح يشير إلى حديقة الحيوان الليلية.
وقد استُخدم هذا المصطلح للمرة الأولى بواسطة حديقة الحيوان الليلية نايت سفاري، في سنغافورة، التي تم افتتاحها عام 1994.

## قائمة بمتنزهات حدائق الحيوان الليلية
- نايت سفاري في سنغافورة.
- نايت سفاري بالصين فيجوانغتشو، الصين.
- نايت سفاري تشيانغ مي فيتشيانغ مي، تايلاند.
- نايت سفاري نويدا الكبرى في أتر برديش، الهند.
- حديقة حيوان تيبينغ ونايت سفاري في تيبينغ، فيرق، ماليزيا

## معرض الصور

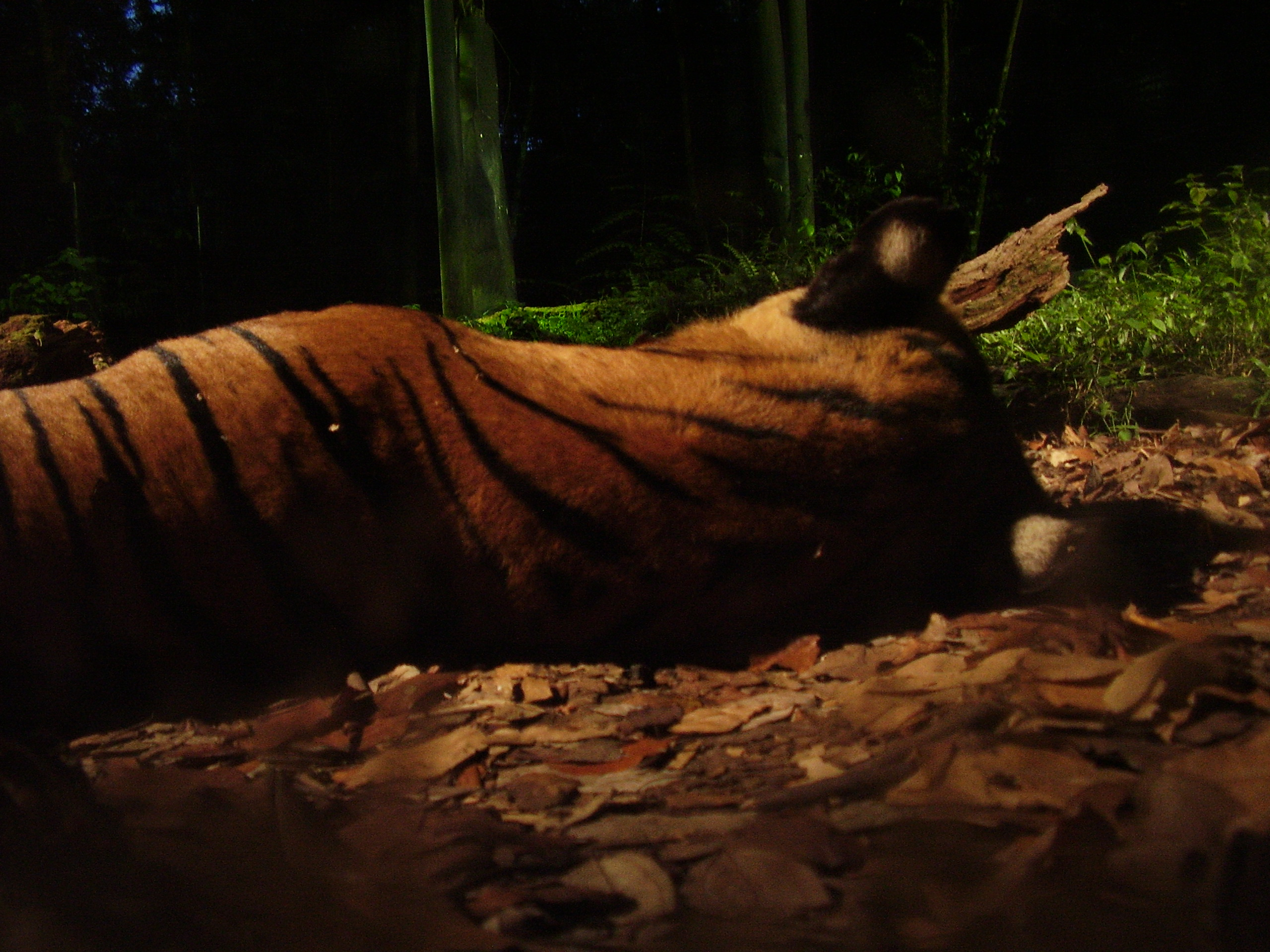
نمر في حديقة نايت سفاري، سنغافورة.
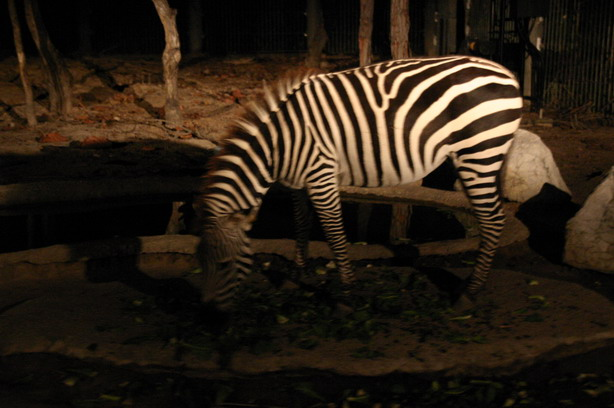
Z حمار وحشي في نايت سفاري تشيانغ مي، في تايلاند.